# Margaret Downey
Margaret Downey (né le 16 août 1950) est une militante athée qui préside l'Atheist Alliance International et a fondé et présidé la Freethought Society (Société de la Libre-Pensée).
Elle est par ailleurs la fondatrice du Réseau d'Aide Anti-Discriminations qui apporte une aide aux athées souhaitant se défendre contre les discriminations qu'ils subissent.

## Parcours
Margaret Downey est née d'une mère porto-ricaine et d'un père irlandais. Lorsque son père abandonne le domicile familial, elle se tourne vers un ami de la famille, militant athée, qui l'élèvera.
D'abord militante active du droit des femmes et des campagnes anti-fumeurs, elle s'engage ensuite pour défendre publiquement l'athéisme, en rejoignant la Freedom From Religion Foundation dont elle devient l'une des administratrices, puis de l'American Humanist Association, association pour laquelle elle occupe un poste de direction.
Elle présidera ensuite l'Atheist Alliance International, cette association étant l'une des plus importantes association d'athées à l'échelle mondiale.